# B. Morris Young
Brigham Morris Young (Salt Lake City, 18 de enero de 1854-20 de febrero de 1931) comúnmente conocido como Morris, fue uno de los fundadores de la  Asociación de Hombres Jóvenes para el Mejoramiento Mutuo (Young Men's Mutual Improvement Association (YMMIA)), institución predecesora del programa de Hombres Jóvenes de La Iglesia de Jesucristo de los Santos de los Últimos Días (Iglesia SUD). También se dedicó a actuar como transformista con el nombre de Madam Pattirini.

## Trayectoria
Young era hijo de Margaret Pierce y de Brigham Young, segundo presidente de La Iglesia de Jesucristo de los Santos de los Últimos Días y primer gobernador del Estado de Utah. Se educó en la escuela privada de su padre y cursó estudios superiores en la Universidad de Deseret. Dedicó toda su vida a la Iglesia ya que sirvió en tres misiones a las Islas Hawái y también fue empleado del Templo de Salt Lake City. Al terminar su primera misión (1873-1874), su padre le pidió que junto con Junius F. Wells y Milton H. Hardy organizara la Asociación de Hombres Jóvenes para el Mejoramiento Mutuo. En 1883, a su vuelta de otra misión en las islas de Hawai, contrajo matrimonio con Armeda Snow, hija de Harriet Squire y Lorenzo Snow. Tuvieron diez hijos, de los que ocho llegaron a la edad adulta. Uno de ellos, Lorenzo Snow Young, fue un destacado arquitecto en Utah. Poco después de regresar a Utah de otra misión en Hawái, alrededor de 1885, empezó a aparecer públicamente como transformista bajo el seudónimo de Madame Pattirini, un personaje creado por él que era una famosa cantante italiana. Hasta 1900 estuvo actuando como cantante soprano. Parece ser que su familia asistía a las funciones y le apoyaba. Podía producir un falsete tan convincente que muchas personas del público no se daban cuenta de que Madame Pattirini era en realidad Brigham Morris Young. Su matrimonio no se vio afectado por su deseo de actuar como travestido. En el momento de su fallecimiento, llevaba 56 años casado con Celestia.
Una de sus actuaciones como Madam Pattirini fue para la celebración del último cumpleaños del presidente de la Iglesia de Jesucristo de los Santos de los Últimos Días (SUD), Lorenzo Snow, en abril de 1901. Otro de los personajes que interpretó fue una "buena chica irlandesa" llamada Bridget McCarthy para un baile de Navidad en el Teatro de Salt Lake en 1886.
Los documentos y relatos históricos explican que Young se travestía estrictamente para el entretenimiento público, pero debido al estatus que tenía como hijo del profeta y líder de la iglesia, despejó el camino a los artistas travestidos que aparecieron en Utah, algunos de los cuales sí eran LGBT.